# ناثان روزنبرغ
ناثان روزنبرغ (بالإنجليزية: Nathan Rosenberg)‏ هو اقتصادي أمريكي، ولد في 22 نوفمبر 1927 في باسيك في الولايات المتحدة، وتوفي في 24 أغسطس 2015 في بالو ألتو في الولايات المتحدة.